# Kenta Tokushige
Kenta Tokushige (jap. 徳重 健太, Tokushige Kenta; * 9. März 1984 in Kagoshima, Präfektur Kagoshima) ist ein japanischer Fußballspieler.

## Karriere
Kenta Tokushige erlernte das Fußballspielen in der Schulmannschaft der Kunimi High School. 2001 wurde er von der High School an den Erstligisten Avispa Fukuoka nach Fukuoka ausgeliehen. 2002 wechselte er von der High School zu den Urawa Red Diamonds. Der Verein aus Saitama spielte in der ersten Liga, der J1 League. Von Juli 2004 bis Dezember 2004 wurde er an den Ligakonkurrenten Cerezo Osaka nach Osaka ausgeliehen. Von Juli 2005 bis Dezember 2008 wechselte er ebenfalls auf Leihbasis zum Ligakonkurrenten Vissel Kōbe. Ende 2005 musste der Verein aus Kōbe in die zweite Liga absteigen. Ein Jahr später stieg man als Tabellendritter direkt wieder in die erste Liga auf. Nach Ausleihende wurde er 2009 von Vissel fest verpflichtet. Ende 2012 stieg er wieder mit Vissel in die zweite Liga ab. Ein Jahr später erfolgte der direkte Wiederaufstieg. 2018 unterschrieb er einen Vertrag beim ebenfalls in der ersten Liga spielenden V-Varen Nagasaki. Am Ende der Saison musste der Verein aus Nagasaki den Weg in die zweite Liga antreten. Nach insgesamt 90 Ligaspielen wechselte er im Januar 2022 zum Drittligisten Ehime FC. Am Ende der Saison 2023 feierte er mit Ehime die Drittligameisterschaft und den Aufstieg in die zweite Liga.

## Erfolge
Vissel Kōbe
- Japanischer Zweitligavizemeister: 2013  ▲

Ehime FC
- Japanischer Drittligameister: 2023  ▲